# Герої: Відродження
«Герої: Відродження» (англ. Heroes Reborn) — американський драматичний мінісеріал у жанрі наукової фантастики, який складається з 13 епізодів та виходив на каналі NBC у 2015—2016 роках. Під час Супербоулу-2015, NBC випустила 16-секундне промо серіалу.

## Сюжет
Відповідно до офіційного синопсису, мінісеріал «возз'єднується з основними елементами першого сезону шоу», у якому звичайні люди тільки почали виявляти свої надздібності. Перш ніж запустити «Відродження» в ефір, NBC випустив цифрові епізоди, в яких представив персонажів і нові сюжетні лінії.

## У ролях

### Головний склад
- Джек Коулмен[en] — Ноа Беннет
- Захарі Лівай
- Роббі Кей
- Даніка Ярош
- Ріа Кілстедт
- Джудіт Шеконі[en]

## Оголошення
22 лютого 2014 року NBC оголосила, що «Герої» повернуться у вигляді 13-епізодичного міні-серіалу під назвою «Герої: Відродження». Автор шоу Тім Крінг повернеться як виконавчий продюсер. Джек Коулмен знову зіграє роль Ноа Беннета, а Захарі Лівай приєднається до акторського складу на не вказану роль. У березні 2015 року також приєдналися Роббі Кей, Даніка Ярош і Джудіт Шеконі.